# HMS Illustrious (R06)

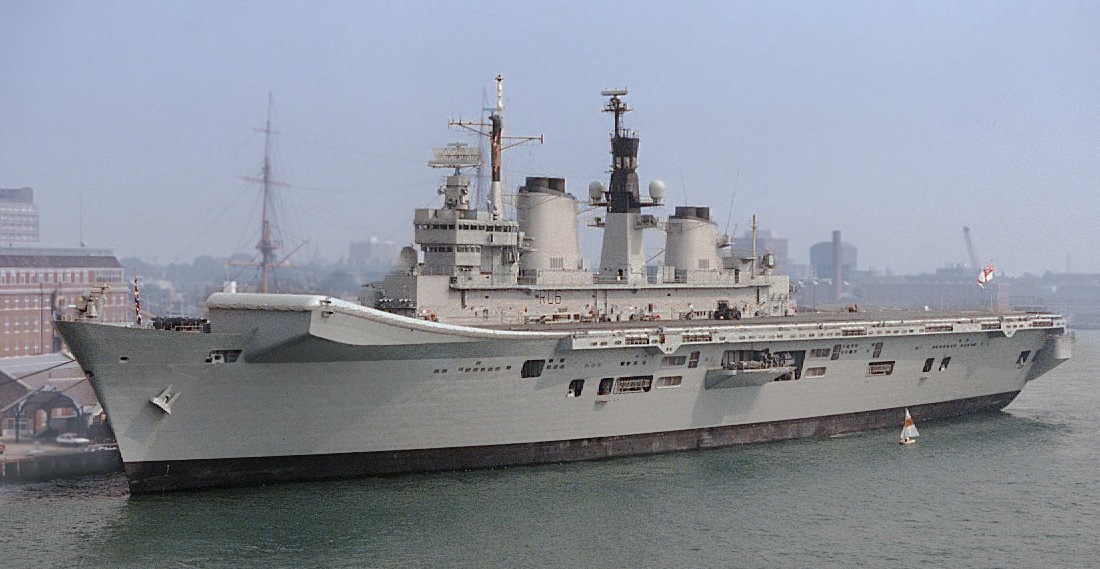
HMS Illustrious.

HMS Illustrious (R06) är det andra av tre lätta hangarfartyg av Invincible-klass byggda för brittiska Royal Navy under sena 1970- och början av 1980-talet. Hon var det femte krigsfartyget och det andra hangarfartyget med namnet Illustrious och är känd som "Lusty" bland sin besättning. Fartyget missade precis Falklandskriget, men sattes in i Irak och Bosnien under 1990-talet och i Sierra Leone år 2000. En omfattande ombyggnation år 2002 innebar att hon missade Irakkriget, men hon blev klar i tid för att hjälpa brittiska medborgare instängda under Libanonkriget 2006.
Efter pensioneringen av hennes fasta Harrier II-flygflottilj år 2010 opererar Illustrious nu som en av Royal Navys två helikopterhangarfartyg. Hon är det äldsta fartyget i den aktiva flottan och det är tänkt att hon kommer att tas ur drift under 2014 (efter 32 års tjänstgöring) och kommer inte att ersättas förrän HMS Queen Elizabeth tas i tjänst.